# Station Brondesbury
Brondesbury is een spoorwegstation van London Overground aan de North London Line, gelegen in de gelijknamige Londense wijk. 